# Мушет
„Мушет“ (на френски: Mouchette) е френски филм от 1967 година, драма на режисьора Робер Бресон по негов собствен сценарий, базиран на едноименния роман на Жорж Бернанос. Главните роли се изпълняват от Надин Нортие, Жан-Клод Гилбер, Мари Кардинал.

## Сюжет
В центъра на сюжета е момиче, живеещо в бедност с умиращата си майка, което става свидетел на бой между мъже, може би завършил с убийство, изнасилено е и се самоубива.

## В ролите
| Актьор          | Роля             |
| --------------- | ---------------- |
| Надин Нортие    | Мушет            |
| Жан-Клод Жилбер | Арсен            |
| Мари Кардинал   | майката на Мушет |
| Пол Ебер        | бащата на Мушет  |
| Жан Вимне       | Матие            |
| Мари Сузини     | жаната на Матие  |
| Лилиан Принсе   | учителката       |
| Марин Трише     | Луиза            |
| Раймон Шабрун   | бакалинът        |

## Награди и Номинации
„Мушет“ е номиниран за „Златна палма“ и печели наградата на Международната католическа организация за кино на фестивала в Кан.